# Sukuba

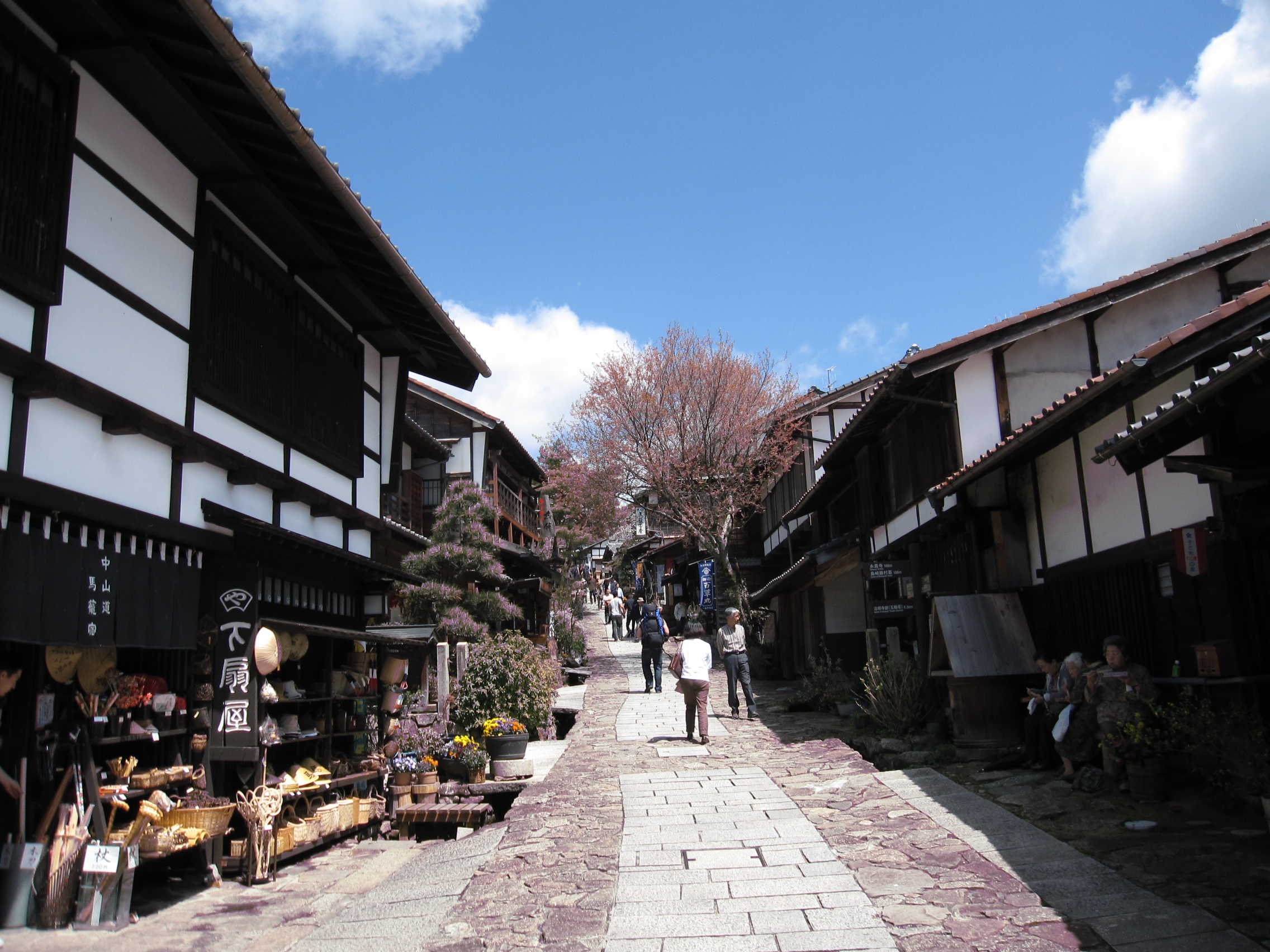
Magome-dzsuku (馬籠宿), a Nakaszendó-út egyik postaállomása

A sukuba (宿場; Hepburn: shukuba) vagy sukueki (宿駅; Hepburn: shukueki) az utazók számára pihenőhelyet biztosító postaállomások megnevezése volt a japán Edo-korban. A városokat összekötő utak mentén jöttek létre, működésüket szabályozták, például itt ellenőrizték az utazók iratait. A piacok vagy nagyobb, forgalmasabb utak kereszteződésénél fekvő postaállomások jelentős városokká fejlődtek.

## Története
A sukubák az Edo-kor öt nagy útvonala (Tókaidó, Nakaszendó, Kósú kaidó, Ósú kaidó, Nikkó kaidó) és azok mellékútjai mellett helyezkedtek el. A legfontosabb út az Edót Kiotóval összekötő Tókaidó volt, mely mentén 53 postaállomás volt megtalálható, az első ezek közül Sinagava volt. Az utazók, kereskedők itt pihenhettek meg, juthattak ételhez, válthattak lovat. A Tokugava-sógunátus által nem közvetlenül ellenőrzött sukubákat általában a helyi földesúr felügyelte. Az Edo-kor végén már mintegy 250 postaállomás létezett a különféle utak mentén, 5-15 kilométerenként egy. Utagava Hirosige híres fametszeteiben örökítette meg a sukubákat.

## Jellemzői

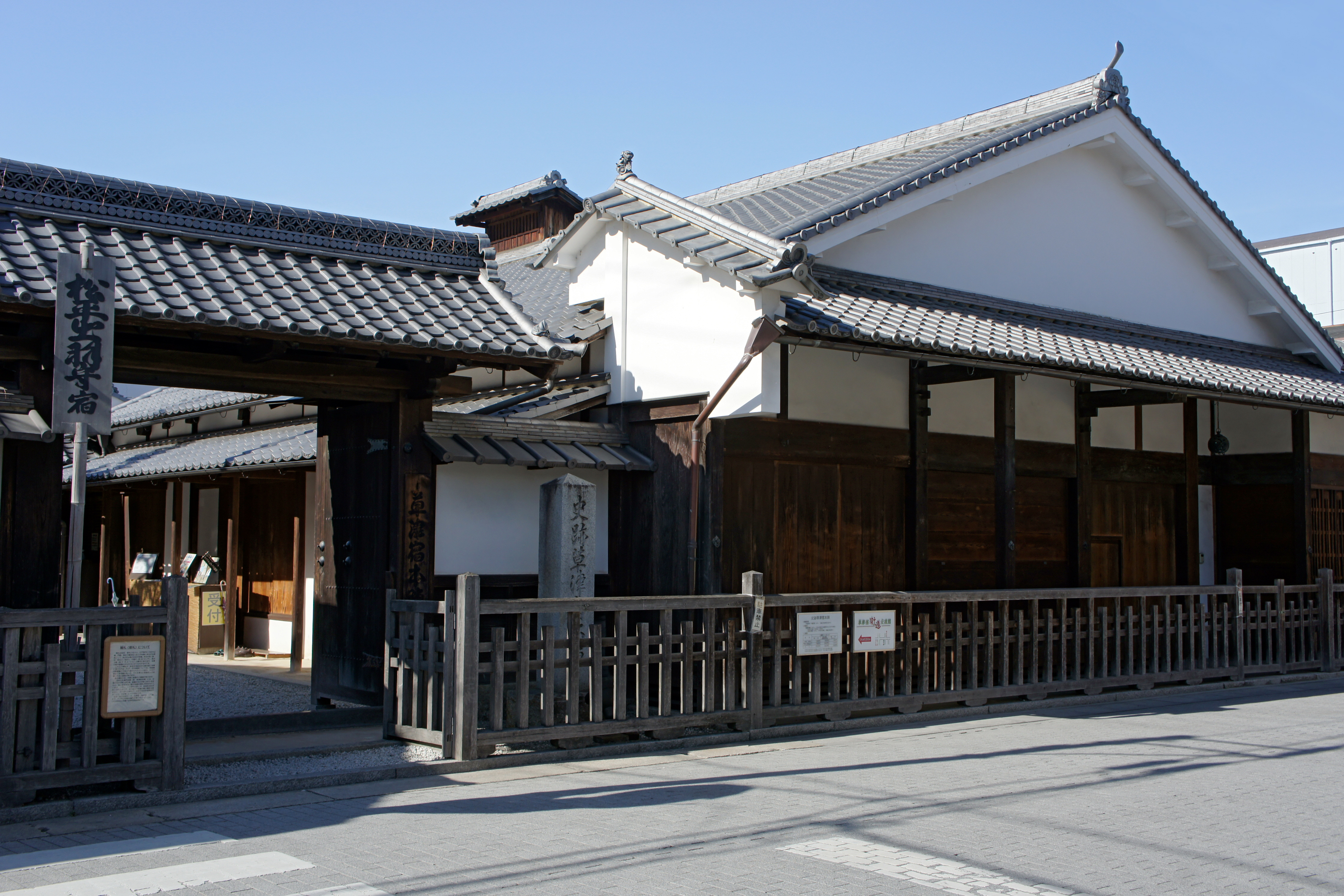
Hondzsin a Kuszacu-dzsuku (草津宿) postaállomáson

A postaállomások mérete igen változatos volt. Az elhagyatottabb hegyvidékeken egészen kicsik voltak, csak szállást és étkezést biztosítottak. Ennek megfelelően különféle szolgáltatásokat lehetett igénybe venni, attól függően, mekkora volt a sukuba. Általában volt itt fogadó, étterem, közfürdő, korcsma, különféle üzletek, melyek gyógyszereket, ruhaneműt, lábbelit árusítottak. A postaállomásokon málhás lovakat és hordárokat is lehetett bérelni. A postamester (ton-ja) felügyelte a működését. A postaállomások a társadalmi hierarchiára is ügyeltek, ezért külön, jól felszerelt, esztétikus kerttel ellátott fogadó volt a magas rangú tisztviselők, nemesek és földesurak számára (本陣, hondzsin). Ugyancsak külön fogadóban szálltak meg az alacsonyabb rangú hivatalnokok és szamurájok, és szintén külön fogadót tartottak fenn a köznép számára.